# Niphecyra
Niphecyra is een kevergeslacht uit de familie van de boktorren (Cerambycidae). De wetenschappelijke naam van het geslacht werd voor het eerst geldig gepubliceerd in 1894 door Kolbe.

## Soorten
Niphecyra omvat de volgende soorten:
- Niphecyra interpres Kolbe, 1894
- Niphecyra papyri Lepesme, 1949
- Niphecyra rufolineata (Quedenfeldt, 1888)
- Niphecyra uniformis Breuning, 1936